# Heyo K. Kroemer

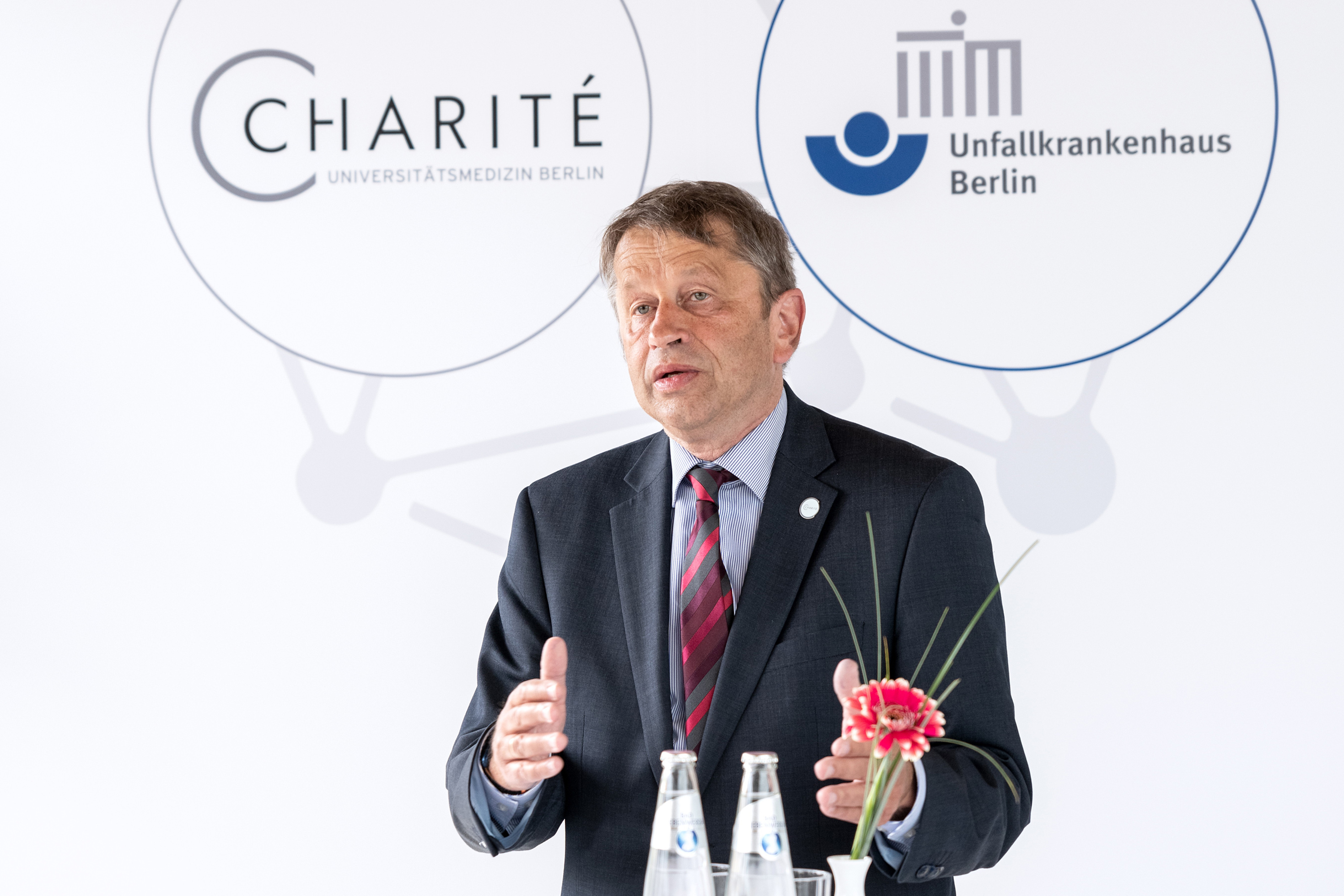
Heyo Kroemer, 2022

Heyo Klaus Kroemer (* 4. April 1960 in Leer (Ostfriesland)) ist ein deutscher Pharmazeut, Pharmakologe und Hochschulmanager. Seit 1. September 2019 ist er Vorstandsvorsitzender der Charité – Universitätsmedizin Berlin.

## Leben
Nach dem Abitur am Gymnasium Ulricianum in Aurich studierte Heyo Kroemer 1978–1983 Pharmazie an der TU Braunschweig. Am Dr.-Margarete-Fischer-Bosch-Institut für Klinische Pharmakologie in Stuttgart wurde er mit einer Arbeit zur Hämodilutionsbehandlung des Schlaganfalls zum Dr. rer. nat. promoviert.
Dem kurzen Forschungsaufenthalt im Biozentrum der Universität Basel folgte ein zweijähriges, vom Wissenschaftsausschuss der NATO gefördertes, Postgraduales Studium an der Vanderbilt University. 1989 an das Stuttgarter Institut zurückgekehrt, habilitierte sich Kroemer 1992 für Pharmakologie und Toxikologie an der Eberhard Karls Universität Tübingen. 1998 wurde er C3-Professor für Klinische Pharmazie an der Universität Bonn.
Zum 1. September 1998 folgte er dem Ruf der Ernst-Moritz-Arndt-Universität Greifswald auf den Lehrstuhl für Allgemeine Pharmakologie. Er befasst sich mit molekularen und klinischen Stoffwechselproblemen von Arzneimitteln. Sein besonderes Interesse gilt herzwirksamen Substanzen und Zytostatika sowie der Verbesserung des Drug Targetings. Von 2000 bis 2012 war er Dekan der Medizinischen Fakultät der Ernst-Moritz-Arndt-Universität und ab 2011 war er Wissenschaftlicher Vorstand der Universitätsmedizin Greifswald.
Einen Ruf der Westfälischen Wilhelms-Universität Münster (1998) und ein Angebot des Universitätsklinikum Hamburg-Eppendorf als hauptamtlicher Dekan (2006) lehnte er ab. Daraufhin wurde an der Universitätsmedizin Greifswald das in Deutschland einmalige Center of Drug Absorption and Transport gebaut.
Ab 1. September 2012 folgte er einem Ruf an die Universitätsmedizin Göttingen und war dort bis 31. August 2019 hauptamtlicher Dekan der Medizinischen Fakultät, Sprecher des Vorstandes und verantwortlich im Vorstandsressort für Forschung und Lehre.
Seit 1. September 2019 ist er Vorstandsvorsitzender der Charité – Universitätsmedizin Berlin.
Kroemer ist verheiratet und Vater dreier Kinder.

## Publikationen (Auswahl)
- und andere: Pharmacogenomics: the genetics of variable drug responses. In: Circulation. 2011. 123(15). S. 1661–70. doi:10.1161/CIRCULATIONAHA.109.914820.
- und andere: Personalized cardiovascular medicine: concepts and methodological considerations. In: Nat Rev Cardiol. 2013. 10(6). S. 308–16. doi:10.1038/nrcardio.2013.35. Epub 2013 Mar 26.
- und andere: In vitro dissolution testing of drug-eluting stents. In: Curr Pharm Biotechnol. 2013. 14(1). S. 67–75. PMID 23092259
- und andere: Expression of Slc35f1 in the murine brain. In: Cell Tissue Res. 2019. 377(2). S. 167–176. doi:10.1007/s00441-019-03008-8. Epub 2019 Mar 13.
- und andere: Pharmacogenomics: will the promise be fulfilled? In: Nat Rev Genet. 2011. 12(1). S. 69–73. doi:10.1038/nrg2920. Epub 2010 Nov 30.
- und andere: Genetic associations at 53 loci highlight cell types and biological pathways relevant for kidney function. In: Nature Commun. 2016. 21(7). S. 10023. doi:10.1038/ncomms10023.
- und andere: Genetic studies of body mass index yield new insights for obesity biology. In: Nature. 2015. 518(7538). S. 197–206. doi:10.1038/nature14177.
- und andere: New genetic loci link adipose and insulin biology to body fat distribution. In: Nature. 2015. 518(7538). S. 187–196. doi:10.1038/nature14132.

## Mitgliedschaften und Ehrenämter
- Mitglied im Wissenschaftlichen Beirat des Alfried Krupp Wissenschaftskollegs Greifswald (2003–2015)
- Mitglied im Wissenschaftlichen Beirat der Bundesärztekammer (seit 2007)[5]
- Vizepräsident (2009–2012) und Präsident des Medizinischen Fakultätentages (2012–2019)[6]
- Vorsitzender der Gesundheitsregion Göttingen (2012–2019)[7]
- Mitglied im Forum Gesundheitsforschung des BMBF (2014–2019)[8]
- Mitglied der Leopoldina (seit 2018)[9]
- Mitglied im Vorstand des Verbands der Universitätsklinika Deutschlands (VUD; seit 2020)[6]
- Vorsitzender des Corona-Expertenrats der Bundesregierung (2021–2023) sowie des Expertenrats Gesundheit und Resilienz (seit 2024)
- Mitglied in der Berlin-Brandenburgischen Akademie der Wissenschaften (seit 2021)[10]

## Auszeichnungen
- Paul-Martini-Preis (1993)[11]
- Mitglied der Nationalen Akademie der Wissenschaften Leopoldina (2018)[3]
- Mitglied der Deutschen Akademie der Technikwissenschaften (acatech, 2021)
- Aufnahme in die Berlin-Brandenburgische Akademie der Wissenschaften (2021)[12]
- Rubenow-Medaille (2025)[13]